# 川崎卓吉
川崎卓吉（かわさき たくきち，1871年3月8日—1936年3月27日），日本山陽道安藝國賀茂郡廣村（今廣島縣吳市）人，內閣法制局長官、內閣書記官長、文部大臣、商工大臣。

## 生平
明治四年一月十八日（1871年3月8日）生於山陽道安藝國賀茂郡廣村，為醫師次子。先於廣島中學校就讀，四年後輟學後進入千葉中學校。而後先後就學於第一高等學校、東京帝國大學法科大學政治學科。而後於同校研究所研究自治制度，畢業後進入内務省。
大正五年（1916年）4月28日，任福島縣知事至七年（1918年）6月28日。八年（1919年）6月28日前往臺灣擔任臺灣總督府民政部內務局長，8月20日廢除民政部，内務局直屬臺灣總督府，續任內務局長。九年（1920年）9月1日兼任警務局長，11月25日專任警務局長。十年（1921年）9月17日改任殖產局長。十一年（1922年）4月1日返回日本任愛知縣名古屋市長。十三年（1924年）4月1日於八事山本球場主持第1回選拔中等學校野球大會開球式。
大正十三年（1924年）6月11日就任内務省警保局長，十四年（1925年）9月4日改任內務次官，並持續代理警保局長至16日。十五年（1926年）1月29日勅選為貴族院議員，同時在濱口雄幸與若槻禮次郎的介紹下加入憲政會。昭和二年（1927年）4月23日卸任內務次官。6月1日憲政會與政友本黨合併為立憲民政黨。
昭和四年（1929年）7月3日擔任濱口内閣的內閣法制局長官，六年（1931年）4月14日第二次若槻内閣成立，轉任內閣書記官長，12月13日隨內閣總辭卸任。另於六年（1931年）4月13日至九年（1934年）11月1日，任立憲民政黨總務委員。十年（1935年）1月20日，擔任立憲民政黨幹事長至去世。
昭和十一年（1936年）2月1日，擔任岡田内閣的文部大臣，任內發生二二六事件。岡田内閣總辭後，原定擔任廣田内閣的内務大臣，但因陸軍干涉，而於3月9日改任商工大臣，同月27日在親任式當天因病去世。